# Frans af Assisis liv i Giottos billeder
Giotto di Bondone og hans værksted malede i årene 1297-1300 en cyklus af billeder til Frans af Assisis helgenlegende, sådan som den var kendt gennem Thomas af Celanos og Bonaventuras værker. 
Der er i alt 28 billeder, som er malet på den nederste del af væggene i overkirken i Basilica di San Francesco i Assisi. Serien begynder forrest på højre sidevæg og strækker sig ned til indgangsdøren og tværs over bagvæggen og op mod alteret igen ad venstre sidevæg.
(Til hvert billede er en kort forklaring, som bygger på de gamle helgenlegender.)

## Giotto: Legenden om Frans
|  |  |
|  |  |
|  |  |
|  |  |
|  |  |
|  |  |
|  |  |
|  |  |
|  |  |
|  |  |
|  |  |
|  |  |
|  |  |
|  |  |